# NGC 1213
NGC 1213 este o low-surface-brightness galaxy⁠(d) situată în constelația Perseu. A fost descoperită în 14 octombrie 1884 de către Lewis A. Swift.